# الجبة (حزم العدين)

تعديل مصدري - تعديل

الجبة محلة تابعة لقرية شاحط، التابعة لعزلة يريس بمديرية حزم العدين إحدى مديريات محافظة إب في الجمهورية اليمنية، بلغ تعداد سكانها 50 حسب تعداد اليمن لعام 2004.